# Teobaldo Boccapecora
Teobaldo Boccapecora (zm. ok. 1125/26) – włoski kardynał, wybrany na papieża 16 grudnia 1124 pod imieniem Celestyn II, ostatecznie jednak nie objął urzędu. Od czasów badań przeprowadzonych przez kardynała Giovanniego Mercatiego zaliczany do antypapieży, jednak we współczesnej historiografii klasyfikacja ta jest kwestionowana i proponuje się określać go jako „papież-elekt”.

## Życiorys
Teobald pochodził z rzymskiej rodziny Boccapeccorini. Papież Paschalis II mianował go kardynałem diakonem S. Maria Nuova prawdopodobnie pod koniec pierwszej dekady swych rządów. Po raz pierwszy jest poświadczony jako kardynał w prywatnym dokumencie z 30 stycznia 1110. Uczestniczył w synodzie laterańskim w marcu 1112 oraz w papieskiej elekcji 1118. Sygnował bullę Kaliksta II z 17 kwietnia 1121. Ten sam papież zapewne w marcu 1123 mianował go kardynałem prezbiterem S. Anastasiae. W tej godności dwukrotnie występuje jako świadek na bullach Kaliksta II (6 kwietnia 1123 i 1 kwietnia 1124).

## Wybór na papieża
Po śmierci papieża Kaliksta II (13 grudnia) 1124 początkowo wybór kardynałów padł na sędziwego już kardynała Teobalda, który przyjął imię Celestyna II. Jego kandydaturę wysunął kardynał Gionata z SS. Cosma e Damiano, przyjaciel rzymskiego rodu Pierleoni. Kilka godzin później jednak baron Roberto Frangipani, rywal Pierleonich, w porozumieniu z kardynałem-kanclerzem Ajmerykiem, wtargnął z wojskiem na obrady elekcyjne i doprowadził do wyboru przez kardynałów swojego kandydata, kardynała-biskupa Ostii Lamberta (Honoriusza II). Teobald, który w czasie zajść został ranny, zrezygnował z godności papieskiej. W ciągu następnych kilku dni trwały intensywne negocjacje między zwolennikami Pierleonich i Frangipanich co do dalszych kroków. W wyniku tych rozmów 21 grudnia elekcja została powtórzona i potwierdzono wybór Honoriusza II. Jak twierdzili przeciwnicy Frangipanich, rezultat ten osiągnięto dzięki symonii.
O późniejszych losach Teobalda nic bliżej nie wiadomo. Jego imię nie występuje w żadnych zachowanych dokumentach Honoriusza II. Pewne poszlaki wskazują, że żył jeszcze pod koniec 1126. Jego następca na stanowisku kardynała-prezbitera S. Anastasia został mianowany przed 7 maja 1128, co wskazuje, że do tego czasu musiał umrzeć.
Ponieważ Teobald nie został konsekrowany i nie sprawował de facto władzy papieskiej jako Celestyn II, nie znajduje się w oficjalnym spisie papieży. To samo imię przyjął jeden z kolejnych papieży. Giovanni Mercati, twórca półoficjalnej listy papieży, zaliczył go do antypapieży. Klasyfikacja ta, jakkolwiek bardzo rozpowszechniona, jest obecnie kwestionowana, gdyż wybór Teobalda był legalny, a jedynie nie doszło do objęcia przez niego władzy. Dlatego niektórzy badacze (np. Niccolò del Re) proponują określanie go mianem „papież-elekt”.